# Oligoceras eberhardtii
Oligoceras es un género monotípico perteneciente a la familia de las euforbiáceas. Su única especie: Oligoceras eberhardtii Gagnep.
es originaria del sur de Vietnam.

## Taxonomía
Oligoceras eberhardtii fue descrito por François Gagnepain  y publicado en Bulletin de la Société Botanique de France 71: 8772. 1924.